# Брошь Стрикленда
Брошь Стрикленда (англ. Strickland Brooch) — англосаксонская серебряная брошь, датируемая серединой IX века; в настоящее время хранится в Британском музее в Лондоне. Хотя точное происхождение и назначение броши доподлинно неизвестны, она рассматривается учеными как значимый артефакт раннесредневековой Англии.

## Описание
По внешнему виду брошь Стрикленда напоминает брошь Фуллера, также изготовленную в IX веке и хранящуюся в Британском музее.
Брошь имеет форму круга диаметром 11,2 см, изготовлена из серебра и украшена чернью, золотом и инкрустациями цветного стекла. Большую часть диска занимает четырёхлистник, в который вписан сложный зооморфный орнамент, изображающий животных, похожих на собак в ошейниках. Сегменты четырёхлистника, а также концы центральной крестообразной фигуры отмечены стилизованными звериными головами, глаза которых сделаны из синего стекла. В центре и по краям расположены пять выпуклых декоративных элементов.
Чернёная основа делает узор более ярким, крохотные точки, покрывающие отдельные поверхности узора, придают броши эффект мерцания. Этот стиль типичен для ювелирных изделий англосаксов IX века; он называется стилем Тревиддл — по кладу, найденному в Корнуолле.
На обратной стороне броши сохранились крепления для иглы, сверху имеется петля-ушко, добавленная позднее — по всей видимости, чтобы изделие можно было носить как медальон.

## История
Собственная история изделия неизвестна; долгое время брошь принадлежала семейству Стрикленд из Йоркшира, чему обязана названием. Некоторые исследователи предполагают, что брошь йоркширского происхождения, однако этому нет прямых подтверждений. Стрикленды продали брошь на аукционе Сотбис в 1949 году, где её приобрел некий американский коллекционер. Однако власти Великобритании наложили запрет на вывоз броши из страны, после чего её перекупил Британский музей. Научно-исследовательская лаборатория музея, изучив брошь, с уверенностью подтвердила её подлинность.